# Reflektioner om franska revolutionen
Reflektioner om franska revolutionen är en politisk text från 1790 skriven av politikern och filosofen Edmund Burke. I texten redogör han för sina tankar om franska revolutionen utifrån ett traditionellt konservativt perspektiv. I boken skriver han till exempel om revolutionens grymma baksidor som drabbade många oskyldiga. Burke driver tesen att radikala samhällsexperiment måste stå tillbaka för de samlade erfarenheter som ligger till grund för samhällets långvariga stabilitet.

### Fotnoter
1. ↑  ”Reflections on the Revolution in France” (på engelska). Worldcat. 11 mars 1790. https://www.worldcat.org/title/reflections-on-the-revolution-in-france-and-on-the-proceedings-in-certain-societies-in-london-relative-to-that-event-in-a-letter-intended-to-have-been-sent-to-a-gentleman-in-paris/oclc/65343776&referer=brief_results. Läst 30 juni 2015.

## Utgåva på svenska
- Burke, Edmund, 1729-1797; Holm Carl G. (1982). Reflektioner om franska revolutionen. Stockholm: Contra. Libris 7754795. ISBN 91-86092-03-0